# Provinciile Finlandei
Până în 2009 Finlanda era împărțită în 6 provincii (läänit/län), după o regrupare a lor în 1997, când erau 12 la număr.
Autoritatea provinciei era parte din puterea executivă a guvernului central. Acesta este un sistem care nu s-a mai schimbat de la crearea sa în 1634.
Finlanda este de la sfârșitul secolului XIX un stat bilingv. Oficiile și agențiile guvernamentale folosesc ambele limbi interne în contact cu publicul. În tabelul de mai jos sunt listate provinciile Finlandei. Alături de denumirea română a provinciilor, găsiți numele locale ale lor în finlandeză și suedeză.
| Idx | Provincie        | Nume nativ în finlandeză și suedeză    | Reședința   | Populație | Suprafață (km²) | Densitate | Harta |
| --- | ---------------- | -------------------------------------- | ----------- | --------- | --------------- | --------- | ----- |
| 1   | Finlanda de Sud  | Etelä-Suomen lääni Södra Finlands län  | Hämeenlinna | 2.116.914 | 34.378          | 61,57     |       |
| 2   | Finlanda de Vest | Länsi-Suomen lääni Västra Finlands län | Turku       | 1.848.269 | 74.185          | 24,91     |       |
| 3   | Finlanda de Est  | Itä-Suomen lääni Östra Finlands län    | Mikkeli     | 582.781   | 48.726          | 11,96     |       |
| 4   | Oulu             | Oulun lääni Uleåborgs län              | Oulu        | 458.504   | 57.000          | 8,04      |       |
| 5   | Laponia          | Lapin lääni Lapplands län Saami: Lappi | Rovaniemi   | 186.917   | 98.946          | 1,88      |       |
| 6   | Åland¹           | Ålands län²                            | Mariehamn   | 26.000    | 6.784           | 3,83      |       |

¹ Unele sarcini, de care se ocupă în Finlanda continentală autoritățile provinciale, sunt transferate în autonomia Insulele Åland guvernului local.

² Insulele Åland sunt unilinguale, se vorbește doar suedeză. Numele provinciei în limba finlandeză este Ahvenanmaan lääni.

## Provincii abolite
Înainte de regruparea din 1997 provincile erau:
1. Ahvenanmaan lääni/Ålands län
2. Hämeen lääni/Tavastehus län
3. Keski-Suomen lääni/Mellersta Finlands län
4. Kuopion lääni/Kuopio län
5. Kymen lääni/Kymmene län
6. Lapin lääni/Laplands län
7. Mikkelin lääni/St. Michels län
8. Oulun lääni/Uleåborgs län
9. Pohjois-Karjalan lääni/Norra Karelens län
10. Turun ja Porin lääni/Åbo och Björneborgs län
11. Uudenmaan lääni/Nylands län
12. Vaasan lääni/Vasa län